# Velella
Velella is een geslacht van neteldieren uit de familie van de Porpitidae.

## Soort
- Velella velella (Linnaeus, 1758)